# Gaslamp

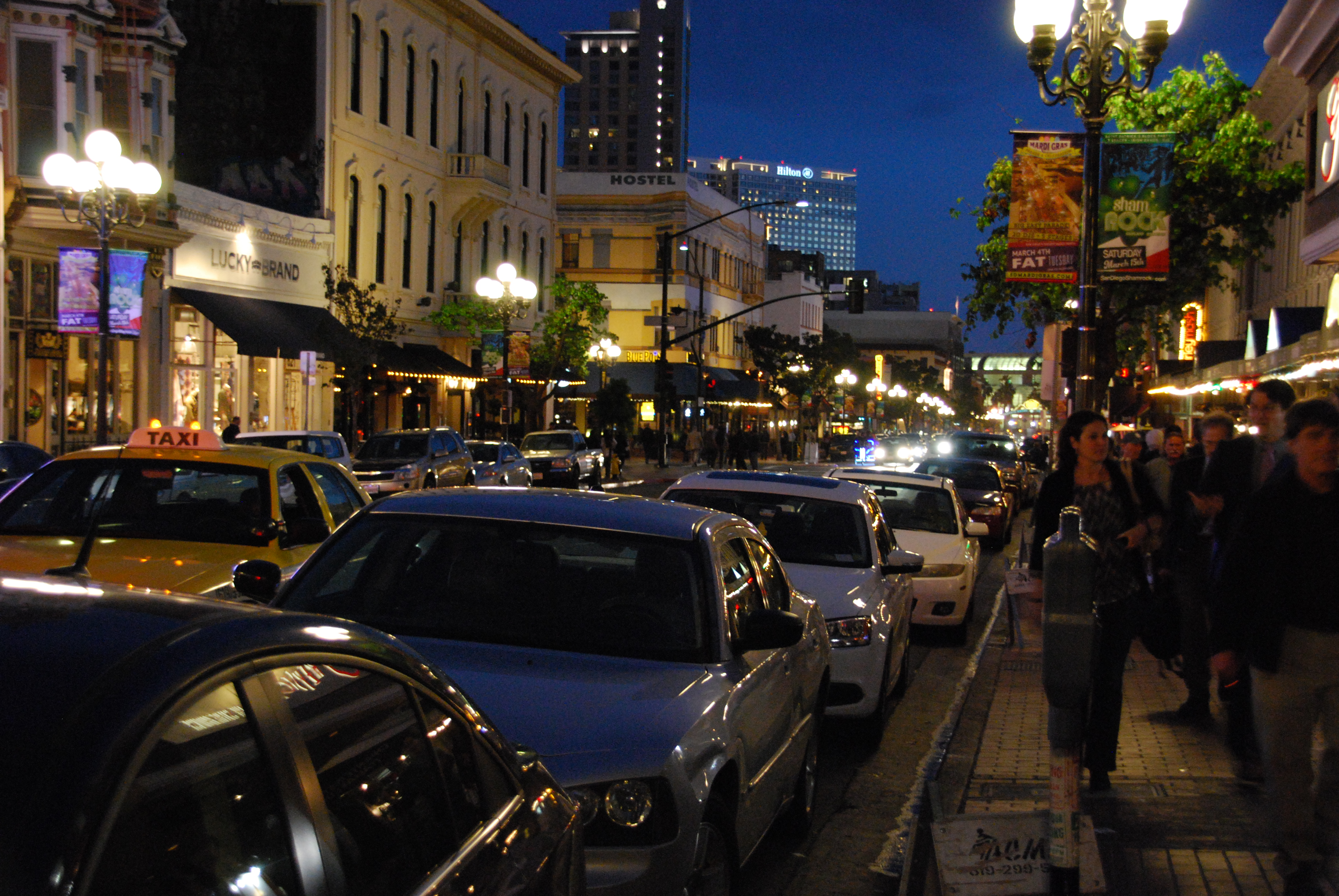
Una tipica strada del quartiere di notte

Gaslamp è un quartiere della Downtown di San Diego, in California.
Il periodo di maggior sviluppo di tale quartiere iniziò nel 1867 quando Alonzo Horton comprò il terreno su cui attualmente sorge il quartiere, con l'idea di crearvi un nuovo centro della città, che fosse più vicino alla baia.
Per questo motivo scelse la quinta strada (5th Avenue) come riferimento principale del quartiere stesso.
Quando lo sviluppo dell'area iniziò, in quel periodo, la zona attualmente conosciuta come Gaslamp veniva indicata come "New Town" e si contrapponeva alla "Old Town", che era il primo insediamento coloniale spagnolo di San Diego.
Dopo un periodo di decadenza, Gaslamp ha subito un rinnovamento negli anni '80 e '90 e, oggigiorno, è un distretto caratterizzato da un giro d'affari notevole e si identifica come una zona di intrattenimento caratteristica.
Il quartiere ospita molte manifestazioni e festival, tra cui il "Mardi Gras in the Gaslamp", lo "Street Scene Music Festival", il "Taste of Gaslamp" e lo "ShamROCK", che si svolge il giorno di San Patrizio. 
Petco Park, lo stadio dei San Diego Padres, sorge nel quartiere.
Gaslamp, che risulta essere iscritto sul "National Register of Historic Places" (letteralmente: Registro nazionale dei luoghi storici/di cultura), si estende da Broadway al Harbor Drive, e dalla quarta alla sesta strada, ricoprendo quindi 16 isolati.
Esso include 94 costruzioni storiche, di cui il maggior numero sono state costruite nell'Era Vittoriana, e sono attualmente sede di ristoranti, negozi e locali.

## Derivazione del Nome
Il nome del quartiere si riferisce alle lampade a gas (in inglese: "gas-lamp") che erano molto comuni, nella città di San Diego, alla fine del diciannovesimo secolo e all'inizio del ventesimo.
Quattro nuove lampade a gas sono state posizionate all'incrocio tra Market Street e la quinta strada (5th Avenue) per evocare quel periodo.

## Il quartiere negli anni
- 1850: William Heath Davis compra 160 acri di terreno (0.65 km²) laddove sorgerà il quartiere Gaslamp. Nonostante sostanziosi investimenti da parte di David, lo sviluppo procede a rilento.

- 1867: Alonzo Horton arriva a San Diego e acquista 800 acri di terreno (3.2 km²) nella "New Town" per 265 Dollari. Inizia in questo periodo il maggiore sviluppo del quartiere.

- 1880-prima metà del '900: Attualmente conosciuta come "the Stingaree", l'area ospita numerosi saloon, bische e bordelli. Wyatt Earp, affarista dell'epoca, e sua moglie Josie arrivano a San Diego ed effettuano investimenti nel campo immobiliare e nei saloon.

- '50-'70: Il decadente quartiere di Gaslamp acquisisce la nomea di "quartiere di intrattenimento dei navigatori", in quanto è caratterizzato da un'alta concentrazione di teatri che offrono spettacoli a luci rosse, librerie pornografiche e luoghi in cui è possibile usufruire di massaggi.

- 1970: inizia l'interesse della comunità a preservare gli edifici storici della Downtown, specialmente nel quartiere Gaslamp.

- 1976: La città si impegna a sviluppare il quartiere, preservando gli edifici del quartiere e riqualificando la zona ridefinendola come quartiere storico.

- 1982: Gaslamp diventa il centro dello sviluppo nella Downtown della città di San Diego.

- 2010: il quartiere è uno dei punti nevralgici della Downtown ed è caratterizzato da un elevato numero di negozi, locali, ristoranti nonché alberghi.